# Dynastie Dulafide
vers 800 – 897/898
Entités précédentes :
- Califat abbasside

Entités suivantes :
- Califat abbasside

La dynastie Dulafide ou Dolafide (arabe : الدلفيين) était une dynastie arabe qui servait de gouverneurs du Jibal pour les califes abbassides au IXe siècle. Avec l'affaiblissement de l'autorité des califes après 861, leur pouvoir au Jibal devint de plus en plus indépendant du gouvernement central de Samarra. Cependant, au cours de la dernière décennie du IXe siècle, ils furent vaincus par les Abbassides, qui réintégrèrent alors le Jibal dans leur empire.

## Histoire
Les Dulafides appartenaient à la tribu arabe des Banu Ijl (en), qui faisait partie de l'avant-garde de la conquête musulmane de l'Irak. La lignée exacte de la famille fait l'objet de controverses entre différentes sources, mais les premiers membres dont on peut dater avec certitude étaient le commerçant Idris et son frère Isa, fils de Ma'qel, résidant à Koufa sous le calife omeyyade Hisham ibn Abd al-Malik (règne de 724 à 743). Les deux frères furent emprisonnés par les autorités omeyyades, mais la raison exacte reste floue : soit un différend commercial, soit, selon al-Baladhuri, un soutien à la cause abbasside. Certaines sources rapportent même qu'Abu Muslim, le futur leader de la Révolution abbasside (en), était à l'origine un serviteur des Dulafides avant d'être acheté par la famille abbasside, mais ces affirmations pourraient bien être des inventions ultérieures visant à rehausser leur statut.
Idris finit par accumuler une certaine richesse, puis se rendit dans la région des Zagros, achetant des terres à Mass, près de Hamadan, et s'y installa. Son fils Isa, cependant, se rendit avec ses fils à Ispahan, où, selon Ibn al-Sam'ani (en), ils se livrèrent à des actes de brigandage sur les routes. Finalement, sous le règne d'al-Mahdi (r. 775–785), ils adoptèrent un mode de vie plus légitime et s'établirent à Karaj. Au fil du temps, leurs possessions autour de Karaj devinrent vastes, et au IXe siècle, ils possédaient de grandes étendues de terres cultivées, des palais et des forteresses,.
Le premier Dulafide à devenir gouverneur de Jibal fut le fils d'Isa, Abu Dulaf al-Ijli (en), qui fut nommé à ce poste par le calife Harun al-Rashid (r. 786–809). Abu Dulaf se distingua par sa culture, sa compétence et son intégrité, de sorte que bien qu'il ait pris le parti du successeur de Harun al-Rashid, al-Amin (r. 809–813), dans la guerre civile contre le frère de ce dernier, al-Ma'mun (r. 813–832), et malgré ses croyances chiites bien connues, il fut pardonné après la défaite d'al-Amin et conserva son poste, Il maintint surtout de bonnes relations avec le successeur d'al-Ma'mun, al-Mu'tasim (r. 832–842), lui servant à la fois de commandant militaire contre les Khurramites et de gouverneur (avec une possible nomination à Damas), et devint même le compagnon de beuverie du calife, avant de mourir à Bagdad en 839/40. Son frère Ma'qel fut également membre de la cour abbasside, servant comme commandant militaire et se distinguant en tant que poète.
Le long règne d'Abu Dulaf établit fermement l'autorité de sa famille à Jibal ; les Dulafides reçurent la possession héréditaire de leurs domaines, connus sous le nom d'al-Igharayn, « les deux fiefs », à perpétuité, gouvernant presque indépendamment du gouvernement califal, à l'exception d'un tribut annuel, et avec le droit de frapper leur propre monnaie. Après la mort d'Abu Dulaf, son fils Abd al-Aziz lui succéda en tant que gouverneur de Jibal, tandis qu'un autre frère, Hisham, servait la cour califale en tant que général vers 865/66. Lorsque l'autorité abbasside dans les provinces périphériques s'effondra dans les années 860, pendant l'« anarchie de Samarra », les Dulafides commencèrent à agir de plus en plus en tant que souverains indépendants, incitant le gouvernement abbasside à lancer deux campagnes punitives en 867, dont l'une saccagea le bastion des Dulafides à Karaj. Le sort d'Abd al-Aziz n'est pas clair, mais il est probable qu'il demeura en poste jusqu'à sa mort en 873/74, après quoi les Abbassides reconnurent le fils d'Abd al-Aziz, Dulaf, et, après la mort de Dulaf à Ispahan en 878/79, son frère Ahmad, en tant que gouverneurs.
Ahmad eut une relation précaire et ambivalente avec le gouvernement central abbasside, et joua un rôle majeur dans ses relations avec la puissance montante des Saffarides. Sujet du souverain saffaride Amr Ier depuis 879, Ahmad prit le parti des Abbassides après la rupture entre les Saffarides et le régent abbasside, al-Muwaffaq, en 884/85. Il fut nommé gouverneur du Fars et de Kirman, et infligea une lourde défaite à Amr ibn al-Layth en 886, mais dut faire face à une invasion de son territoire par al-Muwaffaq en 889/90, et fut vaincu par Amr l'année suivante,. Plus tard, le nouveau calife abbasside, al-Mu'tadid (r. 892–902), lui confia la mission de prendre Ray au général renégat Rafi ibn Harthama (en).
Après la mort d'Ahmad en 893, cependant, al-Mu'tadid intervint rapidement dans les disputes de succession entre les fils d'Ahmad, Bakr et Umar, afin de rétablir l'autorité califale : en 894, le calife se rendit personnellement à Jibal et divisa les territoires des Dulafides, donnant la gouvernance de Rayy, Qazvin, Qom et Hamadan à son propre fils Ali al-Muktafi, tout en confinant Umar à la région centrale des Dulafides autour de Karaj et Ispahan. Enfin, en 896, les Dulafides furent déposés purement et simplement et un gouverneur califal, Isa al-Nushari (en), fut installé à Ispahan. Les frères d'Umar lancèrent une guerre de guérilla contre les Abbassides pendant un certain temps, mais sans succès,. Le dernier Dulafide, Abu Layla al-Harith, fut tué accidentellement avec sa propre épée lors d'une bataille en 897/98, mettant ainsi fin à la dynastie.

## Liste des dirigeants
D'après C. E. Bosworth, The New Islamic Dynasties:
- Abu Dulaf al-Ijli (jusqu'à environ 840)
- Abd al-Aziz ibn Abu Dulaf (vers 840–874)
- Dulaf ibn Abd al-Aziz (874–879)
- Ahmad ibn Abd al-Aziz (879–893)
- Umar ibn Ahmad ibn Abd al-Aziz (893–896)
- Abu Layla al-Harith (896–897)

## Sources
- Bosworth, C.E. (1975). "The Ṭāhirids and Ṣaffārids". In Frye, Richard N. (ed.). The Cambridge History of Iran, Volume 4: From the Arab Invasion to the Saljuqs. Cambridge: Cambridge University Press. pp. 90–135 (ISBN 0-521-20093-8).
- C.E. Bosworth, The New Islamic Dynasties: A Chronological and Genealogical Manual, New York City, Columbia University Press, 1996 (ISBN 0-231-10714-5)
- Donner, Fred M. (1995). "DOLAFIDS". In Yarshater, Ehsan (ed.). Encyclopædia Iranica, Volume VII/5: Divorce IV–Drugs. London and New York: Routledge & Kegan Paul. pp. 476–477 (ISBN 978-1-56859-023-3).
- Kennedy, Hugh (2004). The Prophet and the Age of the Caliphates: The Islamic Near East from the 6th to the 11th Century (Second ed.). Harlow: Longman  (ISBN 978-0-582-40525-7).
- Marin, E. (1965). "Dulafids". In Lewis, B.; Pellat, Ch. & Schacht, J. (eds.). The Encyclopaedia of Islam, Second Edition. Volume II: C–G. Leiden: E. J. Brill. p. 623. OCLC 495469475.